# Ірафський район
Ірафський район (рос. Ирафский район, ос. Ирæф/Æрæф район) — адміністративна одиниця республіки Північна Осетія Російської Федерації.
Адміністративний центр — село Чикола.

## Адміністративний поділ
До складу району входять 14 сільських поселень:
1. Ахсарісарське сільське поселення (село Ахсарісар, село Калух)
2. Галіатське сільське поселення (село Галіат, село Камунта, село Дунта)
3. Гуларське сільське поселення (село Дзінага, село Ногкау, село Ахсау)
4. Задалеське сільське поселення (село Мацута, село Нижній Задалеськ, село Верхній Задалеськ, село Нижній Нар, село Верхній Нар, село Ханаз, село Лезгор, село Доніфарс)
5. Лескенське сільське поселення (село Лескен)
6. Махчеське сільське поселення (село Махчеськ, село Вакац, село Казахта, село Калнахта, село Камата, село Фаснал, село Фараскатта)
7. Ново-Уруське сільське поселення (село Новий Урух, село Дзагепбарз)
8. Совєтське сільське поселення (село Совєтське)
9. Середньо-Уруське сільське поселення (село Середній Урух)
10. Стур-Дігорське сільське поселення (село Стур-Дігора, село Куссу, село Моска, село Одола)
11. Сурх-Дігорське сільське поселення (село Сурх-Дігора)
12. Толдзгунське сільське поселення (село Толдзгун)
13. Хазнідонське сільське поселення (село Хазнідон)
14. Чиколинське сільське поселення (село Чикола)